# フランス国立高等音楽院
フランス国立高等音楽院（フランスこくりつこうとうおんがくいん、仏: Conservatoire national supérieur de musique, CNSM）は、フランス政府 (文化省音楽・舞踊・演劇・芸能局、DMDTS）が管轄する音楽の高等教育機関。略称はCNSM（仏語での発音に基づくカナ転写は「セエネセム」）。

## 概要
フランス国立高等音楽院はパリとリヨンに2校あり、前者をパリ国立高等音楽院、後者をリヨン国立高等音楽院として区別する。1980年にリヨン国立高等音楽院が設立されるまでは、パリ国立高等音楽院そのものを指した。2020年、近年の音楽大学法人制度の改革論議の高まりを受け、世界最高水準の音楽教育を実現するため、けん引役となる音楽院を育てる枠組みとしてフランス文化省が管轄する高等音楽院が10校追加され、国家資格（仏: Diplôme national supérieur professionnel de musicien, DNSPM）が取得可能になり、フランス国立音楽大学法人は計12校となった。

## 名称
現在存在する国立高等音楽院は、国立高等音楽・舞踊学校（こくりつこうとうおんがくぶようがっこう、仏: Conservatoire national supérieur de musique et de danse, CNSMD）の音楽部門を指した名称であり、「パリ国立高等音楽・舞踊学校」、「リヨン国立高等音楽・舞踊学校」が、組織名としては正確を期しているが、「de danse」を省いたCNSMの呼称および音楽を中心とした呼称の高等音楽院は、日本だけでなく、本国フランスをはじめ各国で慣習化している。

## フランスの音楽院
国全体で最大140校以上に及ぶ、国立地方音楽院 (conservatoire national de région, CNR)、国立音楽学校 (école nationale de musique, ENM) が存在したが、2008年、両機関の運営が地方自治体へと移譲され、地域圏立音楽院 (Conservatoire à Rayonnement Régional)、県立音楽院 (conservatoires à rayonnement départemental) となったことにより、国立の音楽院は高等音楽院の2校のみであった。2020年文化省は、近年の音楽大学法人制度の改革論議の高まりを受け、優秀な教育者や音楽家を有し、実績を持つ音楽院においては、国立高等音楽教育機関として国家資格を交付できるよう再編を発表し、国内の高等音楽院12校が指定された。